# Bundesstraße 479
Die Bundesstraße 479 (Abkürzung: B 479)  war eine Bundesstraße in Nordrhein-Westfalen. Sie begann an der Bundesstraße 1 in Werl und führte über Ense-Bremen nach Neheim-Hüsten (heute Arnsberg).
Durch den Bau der A 445 wurde die B 479 als Bundesstraße entbehrlich und daher zwischen Ense-Bremen und Neheim zur L 732 umgewidmet. Der nördliche Teil zwischen Werl und Ense-Bremen wurde ein Teilstück der B 516. Die B 479 war etwa 12 km lang und verlief in Nord-Süd-Richtung.